# Mičakovce
Mičakovce est un village de Slovaquie situé dans la région de Prešov.

## Histoire
Première mention écrite du village en 1390.

## Démographie

### Évolution de la population
| Année:               | 1994. | 2004.  | 2014.    | 2024.    |
| -------------------- | ----- | ------ | -------- | -------- |
| Nombre de personnes: | 125   | 124    | 144      | 120      |
| Différence:          |       | -0,8 % | +16,12 % | -16,66 % |

| Année:               | 2023. | 2024.   |
| -------------------- | ----- | ------- |
| Nombre de personnes: | 124   | 120     |
| Différence:          |       | -3,22 % |